# Levi Lincoln junior
Levi Lincoln junior (Worcester, 25 ottobre 1782 – Worcester, 29 maggio 1868) è stato un politico statunitense.

## Biografia
Fu il 13º governatore dello stato del Massachusetts. Il suo mandato fu uno dei più lunghi della storia dello stato, i vari mandati di Michael Dukakis superano assomandoli in durata l'unico di Levi.
Suo padre era Levi Lincoln Senior, 4º procuratore generale degli Stati Uniti mentre suo fratello Enoch Lincoln fu governatore dello stato del Maine, i due fratelli hanno avuto lo stesso ruolo politico contemporaneamente, nella storia statunitense ben pochi hanno vantato tale particolarità.
Sposò Penelope Winslow Seaver.